# Greentown (Indiana)
Greentown és una població dels Estats Units a l'estat d'Indiana. Segons el cens del 2008 tenia 2.521 habitants.

## Demografia
Segons el cens del 2000, Greentown tenia 2.546 habitants, 995 habitatges, i 703 famílies. La densitat de població era de 983 habitants/km².
Dels 995 habitatges en un 37,1% hi vivien nens de menys de 18 anys, en un 56% hi vivien parelles casades, en un 11,7% dones solteres, i en un 29,3% no eren unitats familiars. En el 27,5% dels habitatges hi vivien persones soles el 14% de les quals corresponia a persones de 65 anys o més que vivien soles. El nombre mitjà de persones vivint en cada habitatge era de 2,49 i el nombre mitjà de persones que vivien en cada família era de 3,02.
Per edats la població es repartia de la següent manera: un 28,1% tenia menys de 18 anys, un 6,7% entre 18 i 24, un 27,8% entre 25 i 44, un 21,1% de 45 a 60 i un 16,2% 65 anys o més.
L'edat mediana era de 37 anys. Per cada 100 dones de 18 o més anys hi havia 80,6 homes.
La renda mediana per habitatge era de 43.750$ i la renda mediana per família de 52.310$. Els homes tenien una renda mediana de 42.132$ mentre que les dones 27.000$. La renda per capita de la població era de 20.057$. Entorn del 6,5% de les famílies i el 9,2% de la població estaven per davall del llindar de pobresa.

## Poblacions més properes
El següent diagrama mostra les poblacions més properes.